# Süttői Állami Erdei Vasút
A Süttői Állami Erdei Vasút keskeny (760 mm)  nyomtávolságú vasút volt Komárom megyében Süttő, Pusztamarót és Tardosbánya között. 1971. december 31-én megszűnt. 
A vasút a környékbeli erdők faanyagát, a süttői és a tardosi vörös mészkőbányák kövét, az egykori Pusztamarót település mellett művelt almaültetvény termését és egyéb mezőgazdasági termékeket szállított Süttőre. Fénykorában kirándulókat is szállított, jelentős turisztikai szerepet töltve be. Sorsát az pecsételte meg, hogy a terület kezelését a Magyar Néphadsereg vette át.

## Története
Az I. világháború idején nagyon magasra emelkedtek a szekeres fuvarozási költségek, emiatt gazdaságtalan lett Csernoch János esztergomi érsek, bíboros, hercegprímás birtokát képező Süttő környéki erdők fájának leszállítása a süttői dunai kikötőhöz, illetve a 4-es számú Almásfüzitő-Esztergom nagyvasút vonalra. Ezért a birtokos 1917-ben 760 mm-es saját erdei vasút megépítését határozta el. A nyomvonal részben a XIX. században ugyanitt működő lóvasút vonalak helyén épült meg. Ismert, hogy a komáromi erődök 1850 és 1871 között zajló építéséhez süttői és tardosi vörös mészkövet is használtak.